# François Bertrand (sargento)
François Bertrand (Voisey, 1823 - El Havre, 1878), apodado «el Sargento Necrófilo» o «el Vampiro de Montparnasse», fue un sargento del ejército francés conocido por haber exhumado los cadáveres de varias mujeres en cementerios franceses, especialmente en los de Montparnasse y de Père-Lachaise en París, con el fin de practicar actos de necrofilia y canibalismo.
Entre el verano de 1848 y marzo de 1849, una serie de cuerpos fueron encontrados exhumados y gravemente mutilados en diversos cementerios. Ante esta situación, se abrió una investigación el 10 de julio de 1849.[cita requerida] Se pusieron guardias especiales en los camposantos, pero el criminal, al que la prensa llamó «el vampiro de Montparnasse», cambiaba con regularidad su lugar de actuación, por lo que las autoridades no lograban apresarlo. Cuando, en una ocasión, pudieron verlo, apreciaron que vestía un uniforme militar.
Finalmente, resultó herido por los disparos de los guardias en una emboscada, teniendo que acudir al hospital militar de Val-de-Grace. Un grupo de soldados del 74.º Regimiento avisó a la policía parisina de que uno de sus compañeros había ingresado por una herida de bala.
Fue detenido y sometido a un consejo de guerra, donde el médico le describió como «monomaníaco destructivo y erótico». Fue condenado a un año de prisión por «violación de sepultura», delito recogido en el artículo 360 del Código Penal.
Se suicidó poco después de su liberación.[cita requerida]

## François Bertrand en la cultura popular
Su historia dio lugar a una novela escrita en 1933 por el estadounidense Guy Endore: El hombre lobo de París.
Charles Fort evocó su caso en su libro Talentos salvajes.
Guy de Maupassant menciona al sargento Bertrand en su novela La cabellera, al tratar un tema relacionado con la necrofilia, y también en el relato La tumba.
La banda alemana Sopor Aeternus & The Ensemble of Shadows escribió una canción sobre François Bertrand, titulada Dark Delight, incluida en su álbum Es reiten die Toten so schnell.
Mariana Enríquez menciona su historia en su libro Alguien camina sobre tu tumba. Mis viajes a cementerios.